# Past Times with Good Company
Past Times with Good Company é álbum ao vivo duplo da banda Blackmore's Night, gravado em 2002 em Groningen, Países Baixos e Nova Iorque. Foi lançado em outubro de 2003 na Europa e em janeiro de 2003 nos Estados Unidos e Canadá.

## Faixas

### Disco 1
1. "Shadow of the Moon" - 10:56
2. "Play Minstrel Play" - 04:34
3. "Minstrel Hall" - 05:43
4. "Past Time with Good Company" - 07:04
5. "Fires at Midnight" - 12:28
6. "Under a Violet Moon" - 05:01
7. "Soldier of Fortune" - 04:21

### Disco 2
1. "16th Century Greensleeves" - 04:44
2. "Beyond the Sunset" - 05:28
3. "Monrning Star" - 06:09
4. "Home Again" - 06:32
5. "Renaissance Faire" - 05:07
6. "I Still Remember" - 07:03
7. "Durch den Wald zum Bachhaus" - 03:11
8. "Writing on the Wall" - 06:00)
9. "Fires at Midnight" (acústico, faixa bônus) - 09:50
10. "Home Again (Greek)" (faixa bônus) - 05:17